# Ouppnåeliga kardinaltal
Inom matematiken och mängdteorin sägs ett kardinaltal {\displaystyle \kappa } vara ouppnåeligt om följande gäller ({\displaystyle \aleph _{0}}, alef-noll, står för antalet naturliga tal):
- {\displaystyle \kappa >\aleph _{0}}
- {\displaystyle \kappa } kan inte skrivas som en union av färre än {\displaystyle \kappa } mängder med kardinalitet mindre än {\displaystyle \kappa }
- om {\displaystyle \eta <\kappa } är {\displaystyle 2^{\eta }<\kappa }

Om {\displaystyle \kappa } är ouppnåeligt är {\displaystyle V_{\kappa }} en modell till ZFC. Detta innebär att existensen av ouppnåeliga kardinaltal inte följer ur ZFC, ty då hade teorin bevisat sin egen konsistens vilket Gödels andra ofullständighetssats inte tillåter.